# Xã Inverness, Michigan
Xã Inverness (tiếng Anh: Inverness Township) là một xã thuộc quận Cheboygan, tiểu bang Michigan, Hoa Kỳ. Năm 2010, dân số của xã này là 2.261 người.